# Horné Chlebany
Horné Chlebany este o comună slovacă, aflată în districtul Topoľčany din regiunea Nitra. Localitatea se află la altitudinea de 172 m deasupra n.m., se întinde pe o suprafață de 3,9 km2 și în 2017 număra 369 de locuitori.

## Istoric
Localitatea Horné Chlebany este atestată documentar din 1328.

## Demografie
| An:                | 1994 | 2004   | 2014   | 2024   |
| ------------------ | ---- | ------ | ------ | ------ |
| Număr de persoane: | 369  | 339    | 360    | 370    |
| Diferență:         |      | −8,13% | +6,19% | +2,77% |

| An:                | 2023 | 2024   |
| ------------------ | ---- | ------ |
| Număr de persoane: | 379  | 370    |
| Diferență:         |      | −2,37% |